# Microcreagrinae
Microcreagrinae es una subfamilia de pseudoscorpiones de la familia Neobisiidae.   

## Géneros
Según Pseudoscorpions of the World 1.2::
- - Acanthocreagris Mahnert, 1974
  - Alabamocreagris Ćurčić, 1984
  - Americocreagris Ćurčić, 1982
  - Australinocreagris Ćurčić, 1984
  - Bisetocreagris Ćurčić, 1983
  - Cryptocreagris Ćurčić, 1984
  - Dentocreagris Dashdamirov, 1997
  - Fissilicreagris Ćurčić, 1984
  - Globocreagris Ćurčić, 1984
  - Halobisium Chamberlin, 1930
  - Insulocreagris Ćurčić, 1987
  - Lissocreagris Ćurčić, 1981
  - Microcreagris Balzan, 1892
  - Minicreagris Ćurčić, 1989
  - Orientocreagris Ćurčić, 1985
  - Roncocreagris Mahnert, 1974
  - Saetigerocreagris Ćurčić, 1984
  - Stenohya Beier, 1967
  - Tartarocreagris Ćurčić, 1984
  - Tuberocreagris Ćurčić, 1978